# Triphosphane
Le triphosphane, ou la triphosphine, est un composé chimique de formule P3H5. C'est l'analogue phosphoré du triazane N3H5. Il peut être obtenu à partir de diphosphane P2H4 mais est très instable à température ambiante :
2 P2H4 ⟶ P3H5 + PH3.
Les échantillons de triphosphane sont contaminés par du diphosphane P2H4 et du tétraphosphane, P4H6 aussi bien linéaires que ramifiés.